# 秋水广场

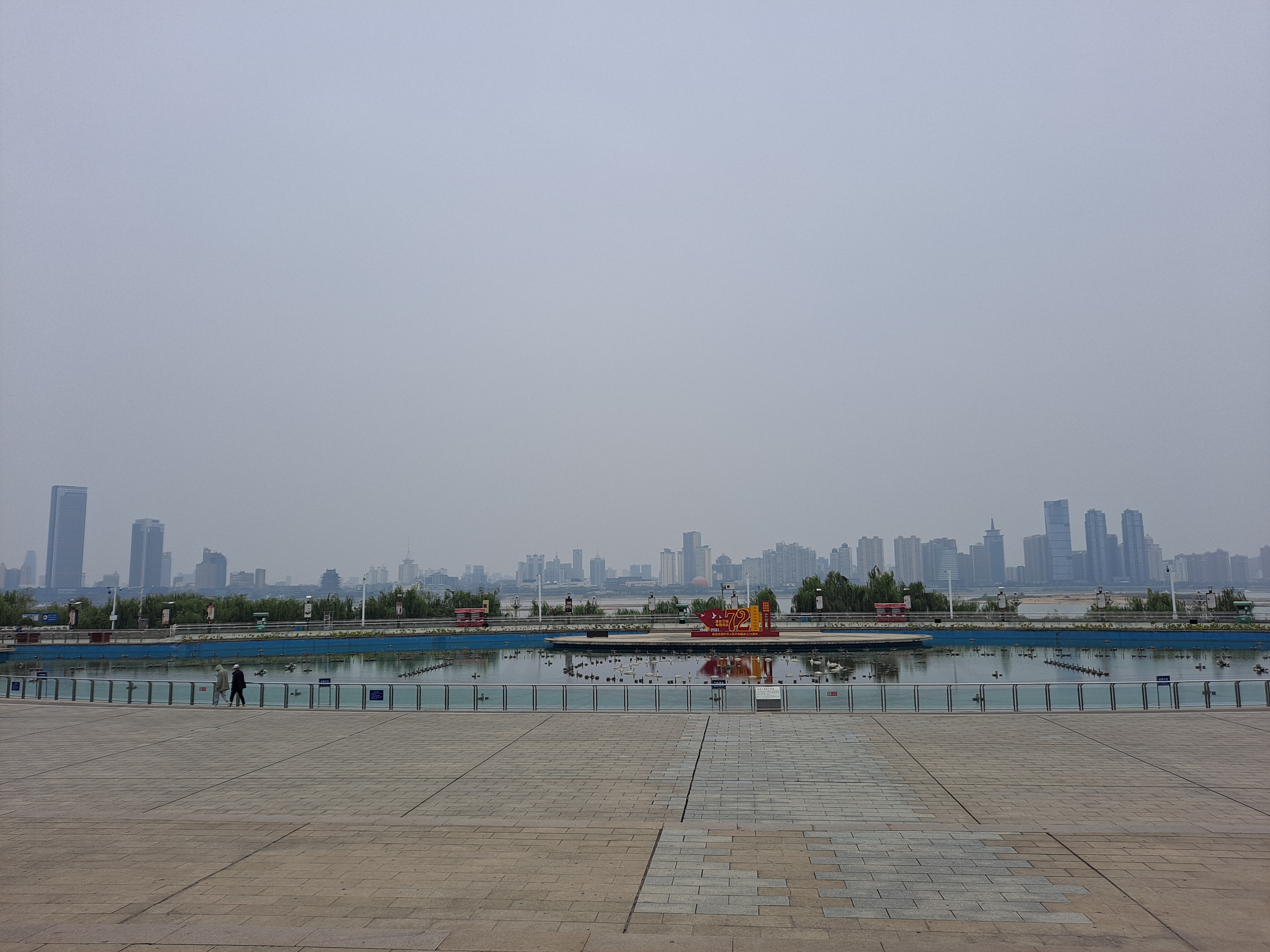
秋水广场

秋水广场位于江西省南昌市红谷滩新区赣江之滨，于2004年1月28日落成，与滕王阁隔江相望，再现了千古名篇《滕王阁序》中的“落霞与孤鹜齐飞，秋水共长天一色”的意境，而且秋水广场正是由此得名。
秋水广场是一座以喷泉为主题，集旅游、购物、观光为一体的大型休闲广场。秋水广场呈月牙形，倚赣江而立，江岸线长1100米，最宽处为110米，占地总面积87000平方米，其中喷水池面积约12000平方米（不含旱地喷泉面积），绿地面积约30000平方米，硬地广场面积约40000平方米。秋水广场上以音乐灯光喷泉而著名，是亚洲第二大的音乐喷泉群。 音乐喷泉位于秋水广场的中心地带，临江建有一个长280米、宽25米的大型江边悬挑平台，共配置了包括中心主喷、环形高喷、圆形摇摆喷泉和数控跑泉在内的共22个水景，水景长达800米，共装有636台水泵、1591个喷头，为亚洲最大的音乐喷泉群。

## 交通
- 南昌地铁1号线秋水广场站